# Kresnik (mitologija)
Kresnik in krsnik sta imeni, ki se uporabljata za označitev dveh vrst slovenskih bajeslovnih bitij; le eden Kresnik je povezan s svetovno goro, Kresniki kot skupina pa so povezani z zaščitniško funkcijo posameznih človeških rodov. 

## Etimologija
Koren besede prvotno morda ni skupen za obe skupini.Nekoč so Kresnika skušali povezovati z ruskim Horsom in z indijskim Krišno, Franc Jeza je predlagal povezavo s staronordijskim hress v pomenu »svež, ognjen, živ, živahen, vesel«, Alemko Gluhak je razlago iskal v indoevropeskem korenu *ker-, kre-, »rasti, hraniti«, Vatroslav Jagić je koren *krs-, kars- povezoval z iranskim svetom, ker pa so zaščitniški Kresniki/Krsniki sorodni srbskim varuhom zemljišč, ki so se imenovali Krstovi, Maja Bošković-Stulli in Pavle Merku predlagata, da koren izraza Kresnik/Krsnik najdemo v besedi krst,»križ«, kar bi razložilo, zakaj so Kresniki delovali na križiščih.
Nikolaj Mihailov išče vzporednice na balto-slovanskem področju. Balti so poznali praznik Kresze, staroslovanska beseda *krěsъ pa je pomenila ogenj. Izvor besede *krěsъ lahko po Mihailovu iščemo na treh različnih koncih in sicer ga lahko povežemo s Soncem, s Sončnim obratom, lahko pa tudi z udarcem- tako npr. slovenska beseda kresniti pomeni »udariti«.

## Obstoj različnih tradicij o Kresniku/Kresnikih
Jakob Kelemina v svojem delu Bajke in pripovedke slovenskega ljudstva navaja, da se Kresnik pojavlja v treh hipostazah (osnovah, podstatih) in sicer kot: 
1. Sončni junak
2. mitski knez Slovencev
3. hudobni Kresniki (Vidovini, krivi Kresniki), ki se borijo proti dobrim Kresnikom

Danes govorimo o dveh povsem različnih mitoloških tradicijah. Mikhailov npr. loči starejšo in mlajšo tradicijo- starejša tradicija govori o bogu Kresniku, mlajša pa o junaku oziroma dobrem duhu. Šmitek je spremenil to poimenovanje in raje govori o mitološkem Kresniku, kjer je poudarjen božanski vidik, in o ekstatičnih kresnikih, kjer je poudarjen ekstatičen in magičen vidik. Lik božanskega Kresnika najdemo na območju Slovenije in Avstrije, liki kresnikov/krsnikov pa so epizodično poznani tudi v hrvaški Istri in Dalmaciji.
Ekstatični Kresniki imajo vrsto vzporednic v bližnjih in bolj oddaljenih pokrajinah. Sorodni so jim furlanski benandanti (dobrodelniki), srbsko-črnogorski vjetrovnjaci ali zduhači, madžarski taltosi, korziški mazzeri in baltski volkodlaki. O razvoju razmerja med božanskim Kresnikom in ekstatičnimi Kresniki ni enotnega mnenja. Damijan J. Ovsec trdi, da se je božanski Kresnik šele kasneje navzel sončnih značilnosti, in da je prvotno šlo za htonsko bitje . Nasprotno pa Mikhailov trdi, da se je Kresnik razvijal v drugačni smeri. Pogansko božanstvo naj bi se prelevilo v dobrega duha, ta pa potem v dobrega junaka, pri čemer je Mikhailov v božanstvu videl Peruna, v dobrem duhu Kresnika, v dobrem junaku pa Sv. Jurija .

## Pojavljanje kresnikov v sodobni fantastiki
- V seriji risank z naslovom Trinity Blood "Krusniki" (Kurusuniku, Crusnik, Krusnik) nastopajo kot vampirji, ki se prehranjujejo s krvjo drugih vampirjev. Mednje spadajo Lilith Sahl, Cain, Seth in Abel Nightroad in so veliko močnejši od običajnih vampirjev, saj veljajo za padle angele in poleg tega tudi dlje živijo.[9]
- Kresnik in Kudlak sta vlogi, ki se pojavljata v seriji videoiger Shin Megami Tensei.[10][11]

## Zunanji viri
- Character Profile: Father Abel Nightroad
- Kresnik
- Kudlak